# Список пещер Исландии
Список пещер Исландии — список самых крупных или наиболее известных исландских пещер. На территории Исландии расположено большое количество пещер, что является следствием высокой вулканической активности в данном регионе.
Названия пещер транскрибированы согласно инструкции по русской передаче географических названий Исландии и правил практической транскрипции имен и названий.
Среди исландских пещер наибольшую известность среди туристов приобрела пещера Грьоутагьяу, в которой находится озеро с геотермальными источниками.
| Русское название                                                | Исландское название                                            | Месторасположение                                                                | Изображение |
| --------------------------------------------------------------- | -------------------------------------------------------------- | -------------------------------------------------------------------------------- | ----------- |
| Аднархедлир (Аднаркер)                                          | Arnarhellir (Arnarker)                                         | пастбище Гьйяуаррьетт возле Торлауксхёбн, Сюдюрланд                              |             |
| Айдахедлир                                                      | Æðahellir                                                      | остров Хеймаэй в архипелаге Вестманнаэйяр (Сюдюрланд)                            |             |
| Будархедлир                                                     | Búðahellir                                                     | лавовое поле Будархрёйн на полуострове Снайфедльснес (Вестюрланд)                |             |
| Бурахедлир (Бури)                                               | Búrahellir (Búri)                                              | лавовое поле Лейтархрёйн на полуострове Рейкьянес (Сюдюрнес)                     |             |
| Боудоульвсхедлир                                                | Bóðólfshellir                                                  | лавовое поле Будархрёйн на полуострове Снайфедльснес (Вестюрланд)                |             |
| Бадстовюхедлир                                                  | Baðstofuhellir                                                 | заброшенная ферма Хедла на Рейнискверви в Мирдалюр (Сюдюрланд)                   |             |
| Бадстовюхедлир                                                  | Baðstofuhellir                                                 | селение Хедльнар на полуострове Снайфедльснес (Вестюрланд)                       |             |
| Аднарсетюрсхедлар                                               | Arnarseturshellar                                              | лавовое поле Аднарсетюрсхрёйн на полуострове Рейкьянес (Сюдюрнес)                |             |
| Ватнсгьяу                                                       | Vatnsgjá                                                       | гора Бурфедль в Гардабайр (Хёвюдборгарсвайдид)                                   |             |
| Ватнсхедлир                                                     | Vatnshellir                                                    | лавовое поле Пюркхоулахрёйн на полуострове Снайфедльснес (Вестюрланд)            |             |
| Видгельмир                                                      | Víðgelmir                                                      | лавовое поле Хадльмюндархрёйнв Боргар-фьордe (Вестюрланд)                        |             |
| Мусархедлир (Валабоуль)                                         | Músarhellir (Valaból)                                          | нагорье Валахнукар в Хабнарфьордюр (Хёвюдборгарсвайдид)                          |             |
| Вегаманнахедлир                                                 | Vegamannahellir                                                | перевал Йёкюльсхаульс на полуострове Снайфедльснес (Вестюрланд)                  |             |
| Веггхедлир                                                      | Vegghellir                                                     | долина Хнаппадалюр на полуострове Снайфедльснес (Вестюрланд)                     |             |
| Грьоутагьяу                                                     | Grjótagjá                                                      | лавовое поле Грьоут возле озера Миватн (Нордюрланд-Эйстра)                       |             |
| Глоппюхедлир                                                    | Gloppuhellir                                                   | долина Свинадалюр возле Эхсар-фьорда (Нордюрланд-Эйстра)                         |             |
| Глюггахедлир                                                    | Gluggahellir                                                   | горный хребет Тоурсмёрк (Сюдюрланд)                                              |             |
| Греттисхедлир                                                   | Grettishellir                                                  | лавовое поле Кьяльхрёйн возле озера Тоурисватн (Сюдюрланд)                       |             |
| Гюдльборгархедлир                                               | Gullborgarhellir                                               | долина Хнаппадалюр на полуострове Снайфедльснес (Вестюрланд)                     |             |
| Исхедлир                                                        | Íshellir                                                       | лавовое поле Пюркхоулахрёйн на полуострове Снайфедльснес (Вестюрланд)            |             |
| Блауфьядлахедлар                                                | Bláfjallahellar                                                | лавовое поле Стромпахрёйн в горах Блауфьёдль полуострове Рейкьянес (Сюдюрнес)    |             |
| Кальмансхедлир                                                  | Kalmanshellir                                                  | лавовое поле Хадльмюндархрёйнв Боргар-фьордe (Вестюрланд)                        |             |
| Кавхедлир                                                       | Kafhellir                                                      | остров Хайна в архипелаге Вестманнаэйяр (Сюдюрланд)                              |             |
| Клетсхедлир                                                     | Klettshellir                                                   | остров Истиклеттюр в архипелаге Вестманнаэйяр (Сюдюрланд)                        |             |
| Кверкфьядлахедлар                                               | Kverkfjallahellаr                                              | хребет Кверкфьёдль на Исландском плато                                           |             |
| Лёйгаватнсхедлир                                                | Laugarvatnshellir                                              | долина Каульфсдалюр возле озера Лёйгарватн (Сюдюрланд)                           |             |
| Лейдаренди                                                      | Leiðarendi                                                     | лавовое поле Скулатунсхрёйн в Хабнарфьордюр (Хёвюдборгарсвайдид)                 |             |
| Лейтахрёйнсхедлар                                               | Leitahraunshellar                                              | лавовое поле Лейтархрёйн возле Бреннистейнсфьёдль (Сюдюрнес)                     |             |
| Лофтсалахедлир                                                  | Loftsalahellir                                                 | лавовое поле Бурфедльсхрёйн возле Дирхоулаей (Сюдюрланд)                         |             |
| Ламбхедлир                                                      | Lambhellir                                                     | лавовое поле Гьяубаккахрёйн в Блаускоугабиггд (Сюдюрланд)                        |             |
| Ландманнахедлир                                                 | Landmannahellir                                                | гора Хедлисфьядль возле озера Лёдмюндарватн (Сюдюрланд)                          |             |
| Мариюхедлар                                                     | Maríuhellar                                                    | лес Хейдмёрк в Коупавогюре (Хёвюдборгарсвайдид)                                  |             |
| Парадисархедлир                                                 | Paradísarhellir                                                | горы Эйяфьядль на юге Исландии (Сюдюрланд)                                       |             |
| Паускахедлир                                                    | Páskahellir                                                    | остров Хеймаэй в архипелаге Вестманнаэйяр (Сюдюрланд)                            |             |
| Паускархедлир                                                   | Páskahellir                                                    | Норд-фьорд на Эйстфирдир (Эйстюрланд)                                            |             |
| Рёйдфельдсгьяу                                                  | Rauðfeldsgjá                                                   | гора Ботнсфьядль на полуострове Снайфедльснес, Вестюрланд                        |             |
| Рёйвархоульсхедлир                                              | Raufarhólshellir                                               | лавовое поле Leitarhraun                                                         |             |
| Рутсхедлир                                                      | Rútshellir                                                     | гора Хрутафедль возле ледника Мирдальсйёкюдль (Сюдюрланд)                        |             |
| Сельхедлир                                                      | Selhellir                                                      | остров Истиклеттюр в архипелаге Вестманнаэйяр (Сюдюрланд)                        |             |
| Скипхедлир                                                      | Skiphellir                                                     | скала Хёвдабреккюхамар в Мирдалюр (Сюдюрланд)                                    |             |
| Сноррарики                                                      | Snorraríki                                                     | долина Лаунгадалюр на Тоурсмёрк, Сюдюрланд                                       |             |
| Собндальсхедлир                                                 | Sofndalshellir                                                 | долина Недри-Собндалюр в Мирдалюр (Сюдюрланд)                                    |             |
| Соуттархедлир                                                   | Sóttarhellir                                                   | долина Хусадалюр на Тоурсмёрк (Сюдюрланд)                                        |             |
| Стрембюхедлир (Агдахедлир)                                      | Strembuhellir (Agðahellir)                                     | остров Хеймаэй в архипелаге Вестманнаэйяр (Сюдюрланд)                            |             |
| Сандейяхедлир                                                   | Sandeyjahellir                                                 | остров Сандей возле Дьюпивогюра (Эйстюрланд)                                     |             |
| Сёйнгхедлир                                                     | Sönghellir                                                     | перевал Йёкюльсхаульс на полуострове Снайфедльснес (Вестюрланд)                  |             |
| Сельяландсхедлар                                                | Seljalandshellar                                               | Сельяланд возле ледника Эйяфьядлайёкюдль на юге Исландии (Сюдюрланд)             |             |
| Стефаунсхедлир                                                  | Stefánshellir                                                  | лавовое поле Хадльмюндархрёйнв Боргар-фьордe (Вестюрланд)                        |             |
| Сюртсхедлир                                                     | Surtshellir                                                    | лавовое поле Хадльмюндархрёйнв Боргар-фьордe (Вестюрланд)                        |             |
| Твоттахедлир                                                    | Þvottahellir                                                   | долина Ботнсдалюр в Хваль-фьорде (Вестюрланд)                                    |             |
| Тьйоудоульвсхедлар                                              | Þjóðólfshellar                                                 | лавовое поле Будархрёйн на полуострове Снайфедльснес (Вестюрланд)                |             |
| Тинтрон                                                         | Tintron                                                        | лавовое поле Гьяубаккахрёйн между озерами Тингвадлаватн и Лёйгарватн (Сюдюрланд) |             |
| Тейстюхедлир                                                    | Teistuhellir                                                   | острова Эдлидаей в архипелаге Вестманнаэйяр (Сюдюрланд)                          |             |
| Твиботни                                                        | Tvíbotni                                                       | лавовое поле Гьяубаккахрёйн возле озера Тингвадлаватн (Сюдюрланд)                |             |
| Тоурдархедлир                                                   | Þórðarhellir                                                   | гора Рейкьярнесхидна возле Нордюр-фьорда (Вестфирдир)                            |             |
| Трихнукагигюр (Трихедлир, Трихнукахедлир, Трихнукараусархедлир) | Þríhnúkagígur (Þríhellir, Þríhnúkahellir, Þríhnúkarásarhellir) | вулкан Трихнукар в горах Блауфьёдль полуострове Рейкьянес (Сюдюрнес)             |             |
| Флюгюстадахедлар                                                | Flugustaðahellar                                               | долина Эйктадалюр в Аульфта-фьорде (Эйстюрланд)                                  |             |
| Фьоусин                                                         | Fjósin                                                         | остров Хеймаэй в архипелаге Вестманнаэйяр (Сюдюрланд)                            |             |
| Хадльмюндархедлир                                               | Hallmundarhellir                                               | лавовое поле Хадльмюндархрёйнв Боргар-фьордe (Вестюрланд)                        |             |
| Хёйгахедлир                                                     | Haugahellir                                                    | остров Хеймаэй в архипелаге Вестманнаэйяр (Сюдюрланд)                            |             |
| Хаульснефсхедлир                                                | Hálsnefshellir                                                 | Рейнисфьяра в Мирдалюр (Сюдюрланд)                                               |             |
| Хильдархедлир                                                   | Hildarhellir                                                   | остров Хеймаэй в архипелаге Вестманнаэйяр (Сюдюрланд)                            |             |
| Холюборг                                                        | Holuborg                                                       | лавовое поле Пюркхоулахрёйн на полуострове Снайфедльснес (Вестюрланд)            |             |
| Хримсхедлар                                                     | Hrímshellar                                                    | лавовое поле Будархрёйн на полуострове Снайфедльснес (Вестюрланд)                |             |
| Хюндрадманнахедлир                                              | Hundraðmannahellir                                             | остров Хеймаэй в архипелаге Вестманнаэйяр (Сюдюрланд)                            |             |
| Хёвдахедлир                                                     | Höfðahellir                                                    | остров Хеймаэй в архипелаге Вестманнаэйяр (Сюдюрланд)                            |             |
| Эльдсмидьян                                                     | Eldsmiðjan                                                     | обрыв Хедла возле озера Клейварватн (Сюдюрнес)                                   |             |
| Эйнхиднингсхедлир                                               | Einhyrningshellir                                              | гора Эйнхиднинг на Тоурсмёрк (Сюдюрланд)                                         |             |
| Эйвиндархола                                                    | Eyvindarhola                                                   | долина Эйстейнсдалюр на полуострове Снайфедльснес (Вестюрланд)                   |             |